# 러청은행

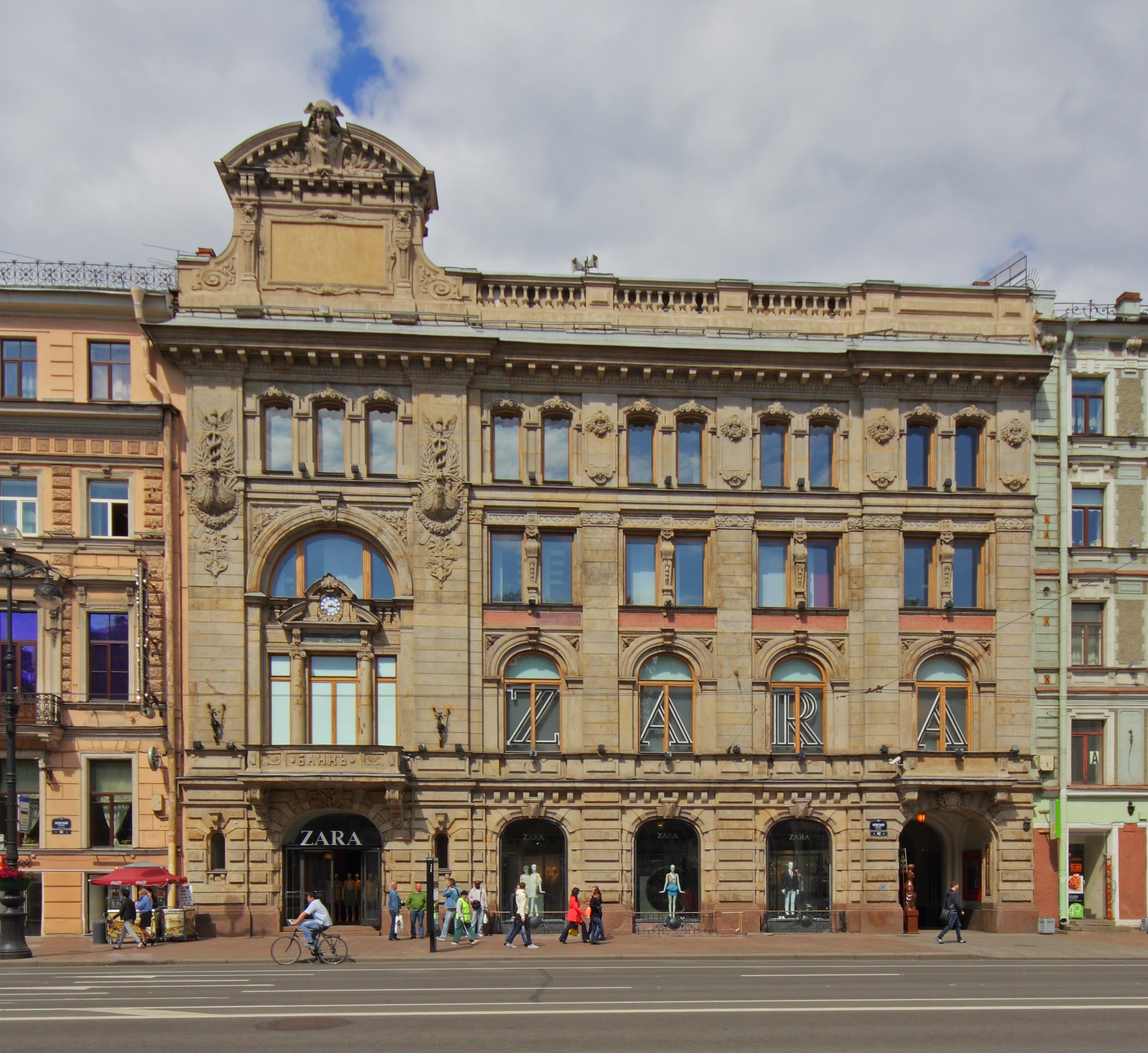
페테르부르크의 구 러청은행 건물

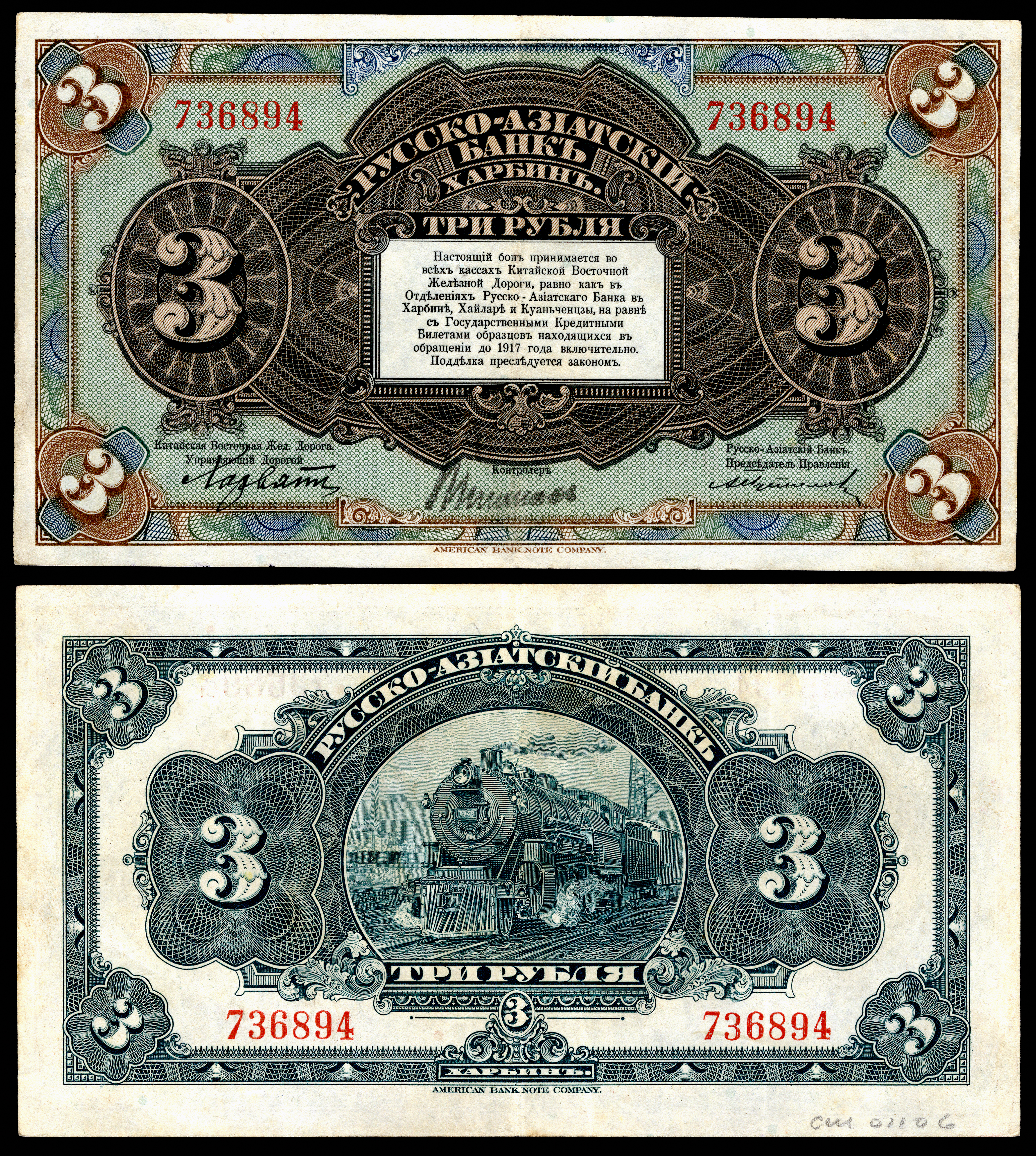
러아은행의 수표, 3 루블 (1917)

러청은행(露清銀行, 러시아어: Русско-Китайский банк, 중국어 정체자: 華俄銀行)은 러시아 제국과 청나라 왕조의 권익을 대표하기 위해 설립된 프랑스의 은행이다. 1895년 12월, 파리에서 러시아 대사관에 의해 설립되었다. 세르게이 비테의 주도로 페테르부르크 국제 은행(Петербургский международный банк) 행장 Adolphe Rothstein과 파리바 이사 Edouard Noetzlin 제휴했다. 일본 최초의 지점을 나가사키에 열었다.

## 개요
1894년 러불동맹이 체결된 후, 시모노세키 조약의 배상금을 지불하기 위해 청나라가 차관을 모집했을 때, 그것을 러시아-프랑스 은행단이 인수했다. 이를 계기로 설립된 러청은행은 목적을 러시아와 청나라 간 상거래 결제와 시베리아 횡단 철도의 완공 등으로 했다.
창업 자본금은 600만 루블이다. 그 중 5/8이 프랑스 은행 등의 오토뱅크와 벨기에의 소시에테 제네랄에 의한 출자, 3/8이 디스콩트 게젤샤프트 러시아계 은행을 통해 납부된 것이다. 파리바와 크레디 리요네도 프랑스측 출자단에 참여했다. 위의 출자 비율에 관계없이 러청은행은 정관으로 업무의 상당 부분 러시아 재무 장관의 승인을 필요로 했다.
1896년 9월 8일, 허경징과 상트페테르부르크에서 동청철도 부설에 관한 협약을 맺었다. 이 철도 회사는 러청은행이 자본금 500만 루블을 전액 출자하여 철도의 건설을 관장하게 되었다. 한편, 청나라는 철도 경영에 참여하기 위해 500만고에 달하는 은을 러청은행에 출자하여 그해 말에 전액을 납부했다. 청나라가 참가한 후 자본금은 900만 루블, 준비금은 28만 루블, 총 자산 3882만 루블로 지점은 국내외에 18개가 있었다. 러청은행은 1898년 경광선 계약 부설 차관에 관한 벨기에 자본과 채권을 보관하여, 청나라의 금융 거래를 담당했다. 벨기에 관계해서 그런지 이듬해 말 겨우 프랑스인 이사가 임명됐다.
1898년 6월 1만 2000주의 증자를 결정하고, 또한 그것을 러시아 제국 국민 은행이 모두 인수했다. 1900년 6월에는 러시아가 40%, 프랑스가 20%의 지분을 보유했다. 이 프랑스 클럽에서 소시에테 제네랄과 크레디 리요네는 탈락했다. 대신 이홍장과 호프 앤 컴퍼니 이외에 디스콩트 게젤샤프트 등 독일 개인 은행이 명단에 등장했다. 러시아 세력의 이니셔티브에서 러청은행은 같은 파리바 유래의 인도차이나 은행과 중국 시장을 분할하는 경쟁을 펼쳤다.
러청은행은 나가사키에 이어 요코하마와 고베에도 지점을 열었다. 자본은 나가사키 5만엔에 요코하마 · 고베가 각각 20만엔이었다. 1904년 2월 초, 러일전쟁이 발발하자 일본의 모든 지점을 폐쇄했다. 이듬해 12월에 요코하마 지점 재개하고, 1920년에는 고베 지점도 재개하였지만, 나가사키는 결국 재개하지 않았다. 나가사키에서는 홈링거 상회(Holme Ringer and Co.)에 대리점을 위촉했다.
오리엔탈 뱅크의 경영 확대를 보였던 러청은행이었지만, 1903년에 극동 지점의 방만 경영이 감찰로 밝혀졌다. 러일 전쟁 동안 10%에 가까운 배당을 낼 정도의 수익을 올렸는데, 1907년 경제공황이 오자 경영 위기에 빠졌다.

## 러아은행
경영 위기를 자력으로 떠날 수 없었던 러청은행은 다른 은행과의 합병으로 타개하려고 했다.
먼저 시베리아 상업 은행과의 합병이 검토되었지만, 이것은 결국 무산되었다. 1909년 시베리아 상업 은행장은 그 은행 설립자의 아들이었지만, 이전에 러청은행에서 재무를 역임했었다. 러청은행은 연결을 의지하려하고 있었다.
시베리아 상업 은행은 1872년 6월 자본금 240만 루블에 예카테린부르크에 설립된 증자를 융통하여 1909년 1월에는 1000만 루블이 되었다. 신주의 프리미엄이 충당된 적립금은 500만 루블도 있어고, 게다가 특별 적립금이 130만 루블이 있었다. 주요 주주는 도이체 방크이며 의결권은 독일의 유대인 자본이 쥐고 있었다.
1909년 10월에 시베리아 상업은행과의 합병안은 결렬되었다. 다음 달부터 북방 은행(Banque de Nord), 러시아어로 Северный банк과의 합병이 검토되기 시작했다. 북방 상업 은행의 연결은 설립 시 경영위원회 모임의 다수를 러시아인이 차지하고 있지만, 이사회는 소시에테 제네랄의 지배 하에 있었다.
북방 은행은 소시에테 제네랄의 러시아 자회사였다. 1901년 9월 18일, 자본금 500만 루블로 상트페테르부르크에서 설립되었다. 파리바와 파리 연합 은행의 협력을 얻어 1906년에 자본금을 배가시켜 같은 해에서 러시아 웨스팅하우스에 의한 상트페테르부르크 전차 부설을 금융했다. 그리고 1909년까지 49개의 지점을 다음 지역에 전개했다. 상트페테르부르크 근처의 남쪽에서 시작하여 현재의 우즈베키스탄, 아제르바이잔, 그루지야, 몰도바, 우크라이나, 벨로루시, 리투아니아, 라트비아 등이 해당 지역이었다.
1910년 8월 북방 은행과 합병해 러아은행(러시아어: Русско-Азиатский банк)이 되었다. 임원 자리를 러시아와 프랑스가 거의 절반씩 나눠 차지했지만, 중요한 직위는 역시 프랑스가 차지했다. 그리고 러시아 군사 산업의 핵심 부분을 차례차례로 지배하에 두었다. 또한 고객으로 바쿠 유전의 석유 회사와 시베리아의 금광 회사 등을 가진 다른 저변이 넓은 영업을 전개했다. 1911년 렌스키 금광 회사의 주식을 구입하고 원래 경영에 참여했다 긴쯔부르크 상회와 조직을 구성하고 주식을 분할했다. 이후 러아은행은 페테르부르크 국제 은행과 렌스키의 경영을 장악했다.
결국 러시아 혁명에 의해 지점이 정리 통합되었다. 1917년 12월 법령에서 러아은행은 2개월 정도에 걸쳐 국립 은행으로 편입되었다. 페테르부르크 국제 은행도 마찬가지였다. 러아은행 자본금의 3/4을 보유한 프랑스 자본은 필사적이 되었다. 우선 의화단 사건의 배상금이 볼셰비키에 넘어가지 않도록 중화민국의 변제를 요청했다. 다른 방법은 다음을 예로 권익을 지키지 않으면 안 되었다. 중국의 관세 수입 협정에 따라 홍콩 상하이 은행과 로아 1 대 홍콩 2로 나누는 것, 그리고 1916년에 계약한 하얼빈 - 블라고베셴스크 간 철도 부설 경영 차관 인수 등이다. 시베리아 출병과 병행하여 은행 경영이 분열되었고, 결과적으로 파리 지점이 본점으로 격상되었다.
1924년 9월 22일, 장작림이 소련과 협정을 맺었기 때문에 러아은행이 결정했던 동청철도 경영진이 소련 정부가 파견한 회원으로 고스란히 바뀌었다. 이를 계기로 만주 지점에서 뱅크런이 일어나고, 연초에 기금이 고갈되었다. 더 이상 이 은행에서 프랑스 자본에 되찾는 것은 어렵다는 것을 인식한 프랑스인 임원은 러시아인에 자리를 양보하게 되었다.
1926년 9월 26일 파리의 외환 시장에서 500만 파운드의 손실을 보고 이틀 후 로아 은행은 청산되었다.

## 같이 보기
- 인도차이나 은행
- 독일-아시아 은행